# Кам'янець-Подільське наукове товариство при ВУАН
Кам'янець-Подільське наукове товариство при ВУАН — місцева науково-громадська організація в Кам'янці-Подільському. Заснована 1925 року. Головами президії були: О. Полонський (1925), Д. Богацький (1926—27), Ф. Донський (1928), В. Чугай (від 1929). Мало секції краєзнавства, історико-філологічну, педагогічну, природничо-математичну та соціально-економічну. Налічувало понад 100 членів, серед них — П. Бучинський, В. Зборовець, К. Копержинський, Ю. Сіцінський, Ю. Філь, В. Храневич. Науковці вивчали флору та фауну Західного Поділля, історію та економіку краю, складали бібліографію до вивчення Поділля, проводили археологічні розкопки.
Товариство видало 1-й том «Записок Кам'янець-Подільського наукового товариства» (1928) та 2 монографії.
1930 року припинило діяльність у зв'язку з постановою листопадової 1929 сесії ВУАН про ліквідацію місцевих наукових товариств.